# Edgar Negret
Edgar Negret Dueñas, né à Popayán (Colombie) le 11 octobre 1920 et mort le 11 octobre 2012 à Bogota, jour de ses 92 ans, est un sculpteur colombien. 
Negret étudie à l'école des beaux-arts de Cali entre 1938 et 1943. Entre 1944 et 1948, il crée des plâtres : les bustes des poètes Guillermo Valencia, Porfirio Barba-Jacob, Gabriela Mistral et Walt Whitman, des œuvres d'inspiration religieuse comme « Virgen » (Vierge), « Cabeza del Bautista » (Tête de Saint Jean-Baptiste), « Ascensión » (Ascension), « Mano de Dios » (Main de Dieu) ou « Anunciación » (Annonciation) ou mythologique, comme « Tritón » (Triton), « Venus » ou « La muchacha en la ventana » (La fille à la fenêtre). Bien que les modèles soient reconnaissables, ces sculptures sont très abstraites, leurs lignes se limitant aux formes essentielles, sans détails.
Fin 1948, il se rend à New York. Il y réalise des céramiques considérées comme biomorphiques et ses premières constructions (en lames métalliques et fil de fer) dont, en 1950, « El nido » (Le nid) et « Rostro de Cristo » (Visage du Christ). Il crée en 1949 une autre sculpture en métal, « Vaso con una flor » (Vase avec une fleur), barres de fer travaillées et courbées. Par la suite, après un bref séjour en Colombie, Negret se rend en Europe : entre 1950 et 1955, il vit à Paris, à Saint-Germain-en-Laye, à Barcelone, à Madrid et à Majorque. Il y crée des plâtres puis, à partir de 1953, des sculptures en fer. Fin 1955, Negret retourne à New York. Il y restera jusqu'à 1963. Il y réalise la série appelée « Aparatos mágicos » (Appareils magiques), pour laquelle il utilise l'aluminium, qui restera son matériau de prédilection. Après avoir essayé en vain de fixer entre elles les différentes pièces en les pliant, il finit par utiliser des vis et des écrous. La série se caractérise par l'utilisation d'éléments géométriques et par leurs couleurs unies (noir, blanc, rouge ou bleu).
Il retourne en Colombie en 1963 et s'installe à Bogota (et à Cali entre 1968 et 1971). En 1963, il participe au XVe Salon national des artistes de Colombie (Salón Nacional de Artistas de Colombia) et y gagne le premier prix en sculpture avec « Vigilante celeste » (Surveillant céleste). Il gagne à nouveau le premier prix en 1967, au XIXe salon, avec « Cabo Kennedy » (Cap Kennedy).
Le 28 septembre 2010, le gouvernement colombien, à l'occasion de son 90e anniversaire et des 25 ans de la création du musée Negret de Popayán, le décore du Gran Orden Ministerio de Cultura (Grand Ordre Ministère de la Culture)

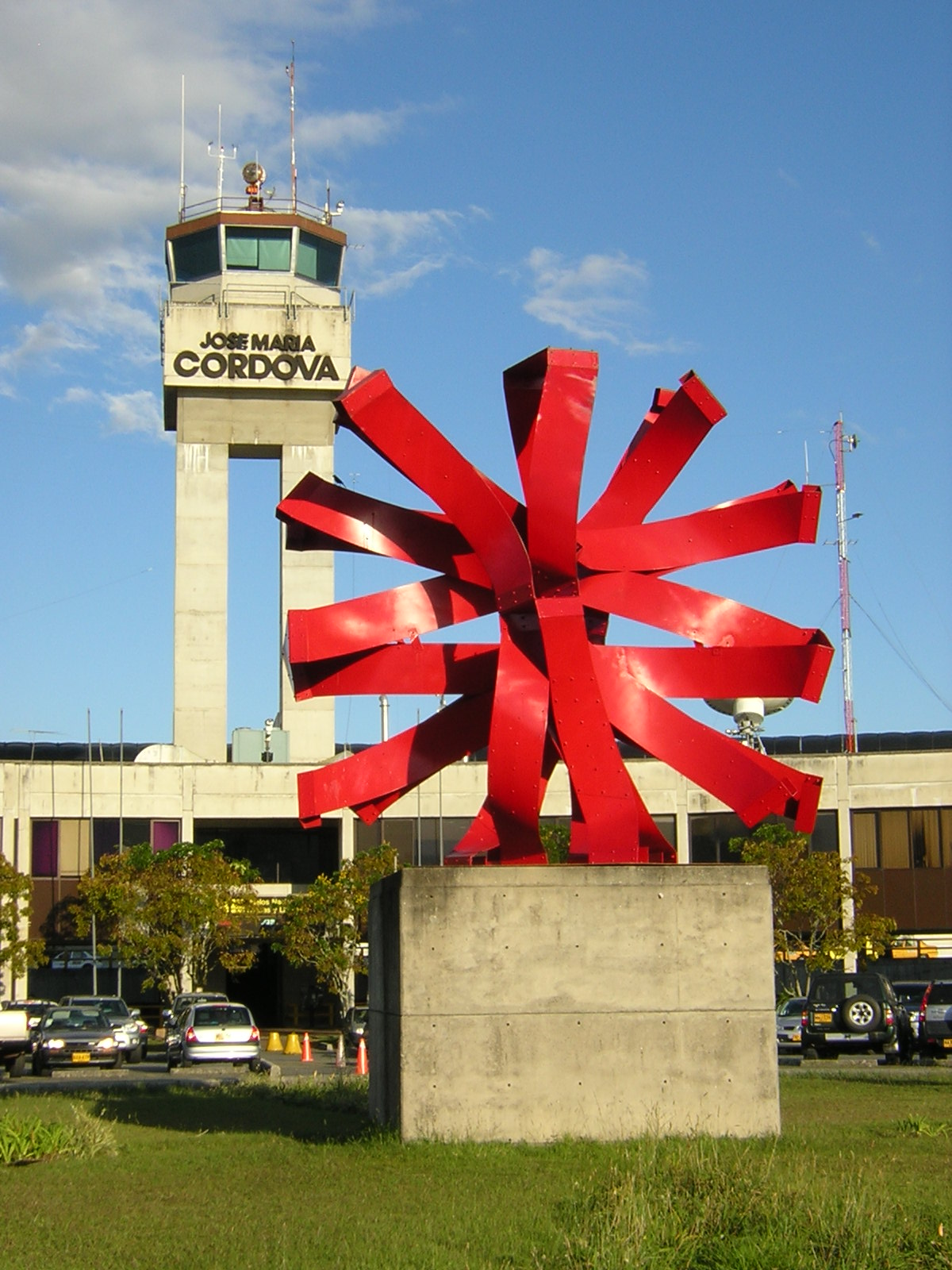
« El sol » (Le Soleil), sculpture d'Edgar Negret située à l'aéroport international José-María-Córdova, à Rionegro (Colombie).
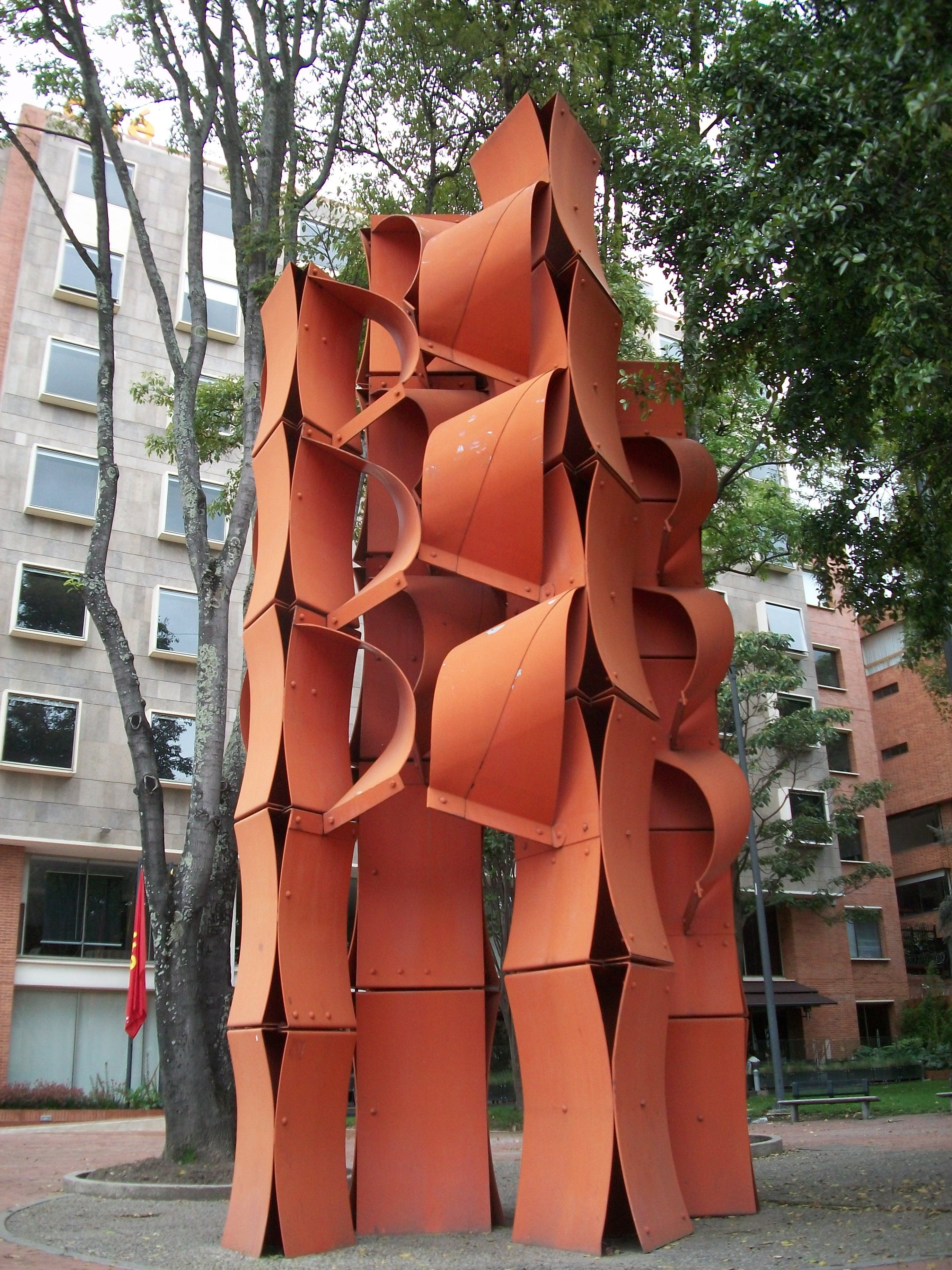
« Cascada » (Cascade) dans le parc El Virrey de Bogota (Colombie).
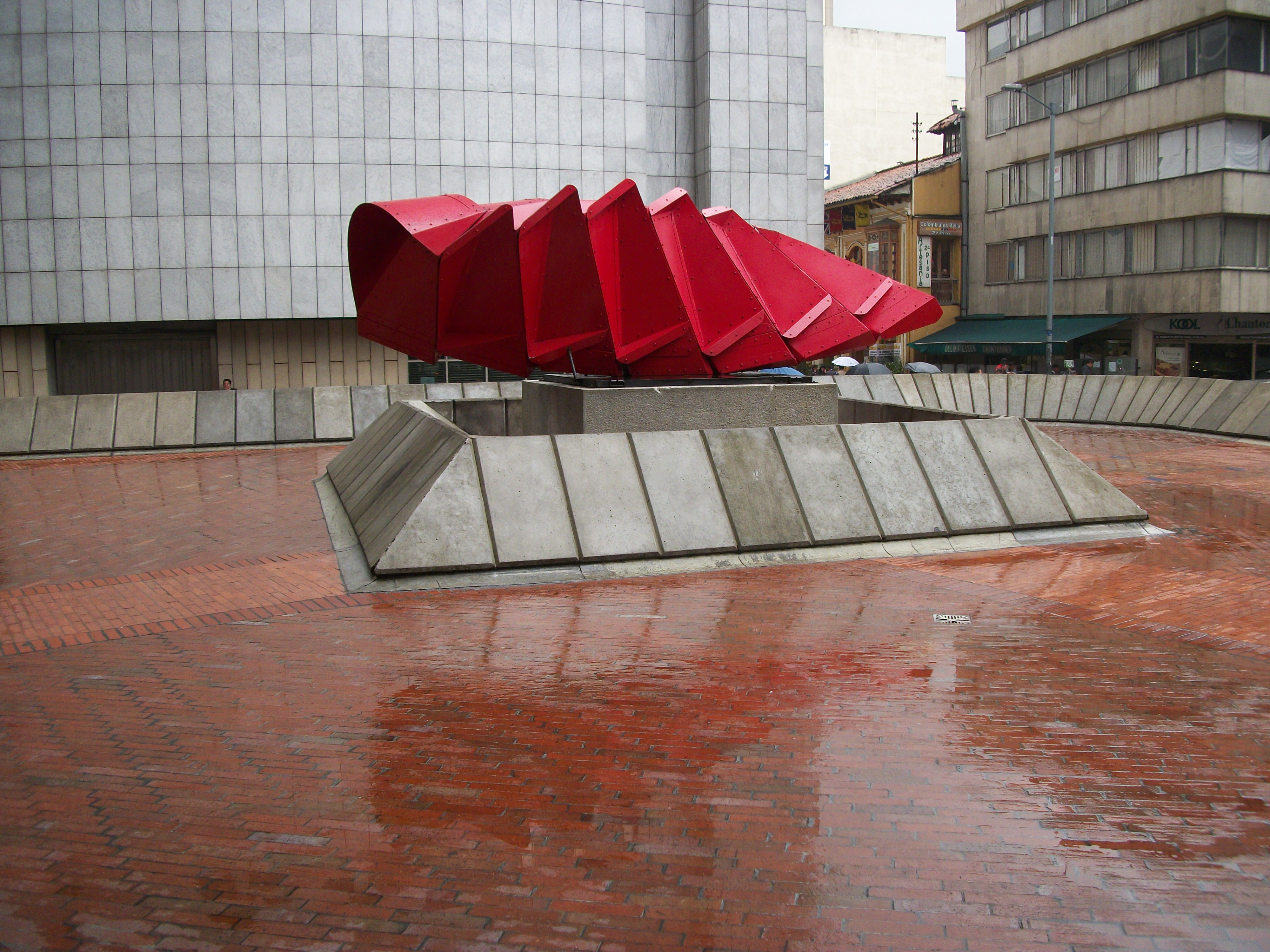
« Dinamismo » (Dynamisme), sur la place de la Procuraduría General de la Nación de Bogotá.